# Øksne
Øksne est un petit lac de Norvège avec une superficie de 2,8 km2. Il se situe dans la municipalité de Holmestrand dans le comté de Vestfold og Telemark. Il se trouve à 403 mètres d'altitude.

## Description
Son eau est régulée par un barrage à la sortie dans le bras nord-est et constitue un réservoir pour la centrale électrique de Hakavik sur le côté ouest du grand lac Eikeren. Sa hauteur réglementaire est de 403 à 413 mètres au-dessus du niveau de la mer.
Une conséquence du barrage est qu'un monument culturel du Moyen Âge, peut-être plus ancien, a été mis englouti. Lorsque l'eau a été drainée au début de l'été 2010, le site fut ouvert pendant la journée et put être examiné. Le site est à 50 mètres au nord de la frontière du comté, et les deux treuils en fer, deux touffes de maison, un tas de scories, des récipients de cuisson et des morceaux de silex ont été trouvés.
Il y a des truites, des vairons et beaucoup de perches dans l'eau. Dans le cadre du règlement Hakavik, des truites sont régulièrement remises à l'eau.

## Aire protégée
La réserve naturelle de Skibergfjell, créée en 2016, s'étend jusqu'à la rive du côté est.
La Réserve naturelle de Fosseteråsen, créée en 2015, est située au nord-ouest et comprend une zone forestière en rive du lac.

## Galerie

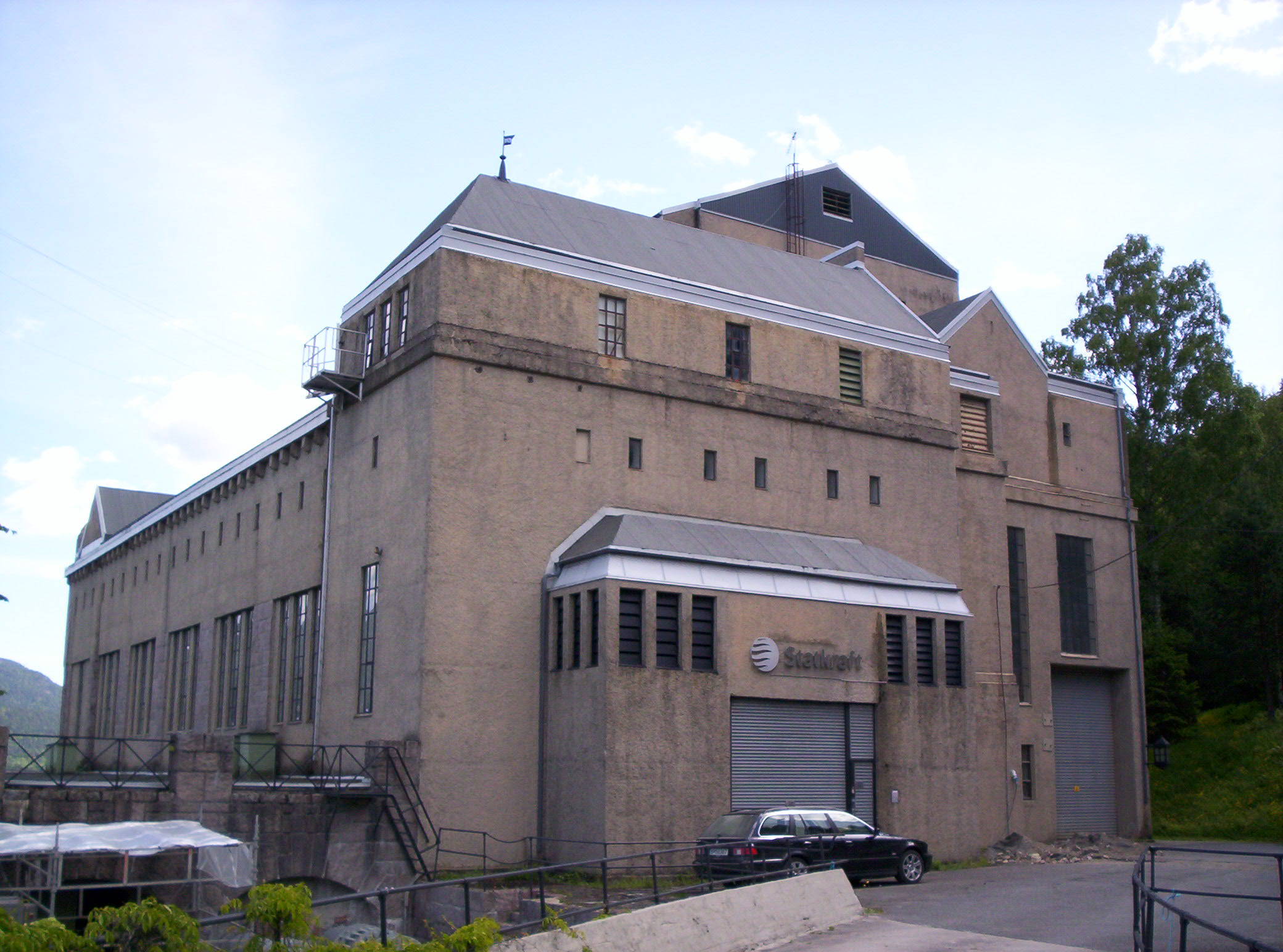
Centrale électrique d'Hakavik
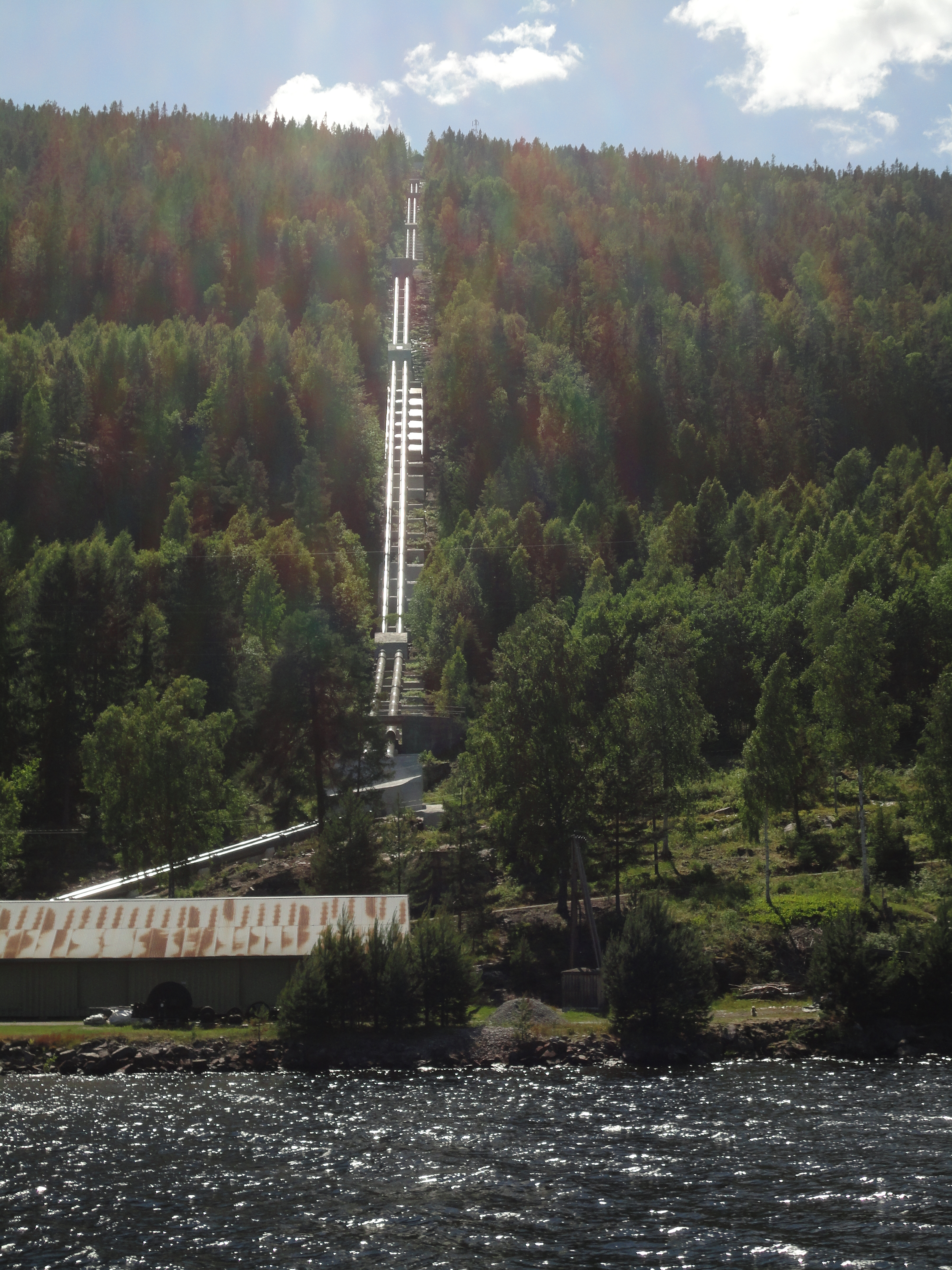
Conduite forcée venant du lac